# 拉布瓦西耶尔德朗德
拉布瓦西耶尔-德朗德（法語：La Boissière-des-Landes，法語發音：[la bwasjɛʁ de lɑ̃d]）是法国卢瓦尔河地区大区旺代省的一个市镇，位于该省中部偏西南，属于莱萨布勒多洛讷区。

## 地理
拉布瓦西耶尔-德朗德（46°33'53"N, 1°27'44"W）面积23.74 平方千米，位于法国卢瓦尔河地区大区旺代省，该省份为法国西部沿海省份，北起大西洋卢瓦尔省和曼恩-卢瓦尔省，西临大西洋，南至滨海夏朗德省，东部及东南部与德塞夫勒省接壤。
与拉布瓦西耶尔-德朗德接壤的市镇（或旧市镇、城区）包括：欧比尼-莱克卢佐、内米、尼约勒勒多朗、圣阿沃古尔德朗德、格拉翁河畔圣樊尚、里沃德利永、欧比尼。
拉布瓦西耶尔-德朗德的时区为UTC+01:00、UTC+02:00（夏令时）。

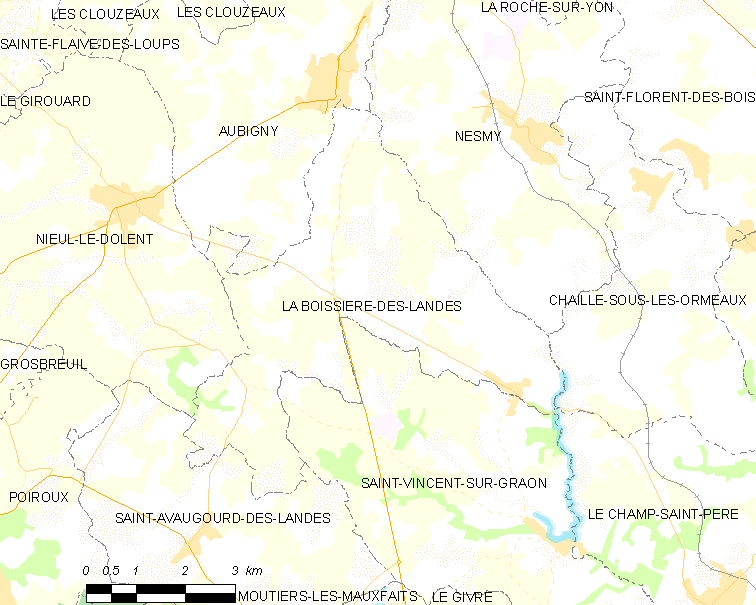
拉布瓦西耶尔-德朗德的OSM定位图

## 行政
拉布瓦西耶尔-德朗德的邮政编码为85430，INSEE市镇编码为85026。

## 政治
拉布瓦西耶尔-德朗德所属的省级选区为莱河畔马勒伊-迪赛县。

## 人口

1962-2008年间拉布瓦西耶尔-德朗德人口变化图示

拉布瓦西耶尔-德朗德于2022年1月1日时的人口数量为1465人。